# Cerapachys sexspinus
Cerapachys sexspinus é uma espécie de formiga do gênero Cerapachys.